# Hamburger Kunsthalle
La Hamburger Kunsthalle è un importante museo di Amburgo che ospita una ricca collezione di opere d'arte antiche, moderne e contemporanee.
L’edificio consta di tre corpi di fabbrica uniti tra di loro e compresi tra la stazione centrale (Hauptbahnhof), i binari della ferrovia, la via Glockengießerwall e il fiume Alster, ergendosi sul preesistente Bastion Vincent dello Hamburger Wallanlagen. La superficie totale alle mostre temporanee e alle organizzazioni culturali si aggira attorno ai 13.000 metri quadrati. Punto focale della collezione è il diciannovesimo secolo (in tale sezione si annoverano i celebri dipinti Il Viandante sul mare di nebbia e Il mare di ghiaccio di Caspar David Friedrich). Oltre a ciò, il museo dispone di sezioni dedicati ai cosiddetti “Alte Meister” (“antichi maestri”) e all’arte moderna. Alla sezione contemporanea è dedicato un proprio edificio, progettato da Oswald Mathias Ungers. Il Kupferstichkabinett (“Gabinetto dei disegni e delle stampe”) conserva oltre 130.000 fogli.
La biblioteca invece conserva più di 175.000 volumi, di cui 3.000 tra libri illustrati e liNel caso della pittura murale, tuttavia, nella ristrutturazione è stato scelto un compromesso rispetto allo stato originale. Per enfatizzare le immagini di piccolo formato nella loro combinazione di colori, è stato scelto un tono misto invece del precedente bianco luminoso. Era una tonalità di grigio brillante e delicata, con delicati sottotoni e sfumature di blu e melanzana scelti. Un timbro armonioso, neutro e ritirato, che ha lo scopo di sensibilizzare l'occhio alla differenziazione dei colori e delle forme delle opere d'arte quando illuminato con luce naturale.

## Architettura dell'edificio
Il complesso edilizio della Kunsthalle è costituito da un vecchio edificio ("Altbau", 1863-1868), nuovo edificio ("Neubau", 1909-1921) e la galleria d'arte contemporanea ("Galerie der Gegenwart" 1993-1996). L'ingresso è situato nel vecchio edificio di fronte alla galleria d'arte contemporanea.

### Vecchio edificio ("Altbau")
L'edificio originale è stato creato su disegni di Georg Theodor Schirrmacher (1833-1864) e Hermann von der Hude facendo riferimento allo stile della Schinkel-Schule di Berlino. La facciata dell'edificio è stata progettata in un elegante stile neo-rinascimentale in mattoni rossi con ritratti di artisti in terracotta. Vi è un totale di 36 medaglioni divisi sulle facciate e sui bordi dell'edificio principale. L'esecuzione di figure in pietra d'arenaria a grandezza naturale, che rimandano a figure esemplari per i generi di pittura, scultura, architettura e incisione su rame, è frutto del finanziamento spontaneo dei cittadini di Amburgo nel corso dell'Ottocento. La selezione e la disposizione delle sculture raffiguranti artisti famosi creati da scultori a tutt'oggi sconosciuti si basa su un sistema complesso con una specifica sequenza. Le figure scultoree con le effigi di Michelangelo e Raffaello, che spiccano sulla facciata principale e che risultano incorniciate da edicole, ne costituiscono il punto di partenza.
Come in quasi tutti gli edifici del museo nel 19 ° secolo, nel vecchio edificio della Kunsthalle sono stati installati lucernari. Lampade a gas o candele non erano un'opzione praticabile, poiché potevano costituire un pericolo per le opere esposte. Attraverso il lucernario, la luce filtrava dal soffitto creando così condizioni di illuminazione ideali: il visitatore non ne rimaneva accecato, la luce veniva diffusa uniformemente negli spazi e non si toglieva spazio prezioso alle pareti tramite la creazione di finestre. Questa soluzione tuttavia ha portato anche a numerosi inconvenienti: le camere erano completamente illuminate solo nelle giornate di sole, ovvero tra le ore 10 e 14. Il tetto poteva difficilmente essere isolato, creando così una forte dispersione termica nelle sale, che risultavano così un poco fredde.
I lucernari erano anche permeabili alle infiltrazioni di acqua e agli spifferi d'aria, così che la condensa si formava costantemente attaccando la struttura d'acciaio del lucernario. All'inizio del 21 ° secolo la città e l'amministrazione del museo hanno deciso di riqualificare la Kunsthalle. I lucernari sono rimasti nell'edificio e, nonostante gli enormi costi di ammodernamento, sono stati conservati e rinnovati. Uwe Schneede, direttore della Hamburger Kunsthalle dal 1991 al 2006, ha commentato: "Volevamo ripristinare confini storicamente precisi. Ora, chiunque attraversi l'edificio può comprenderne l'architettura, la simmetria, l'importanza della tromba delle scale, il grande respiro dell'atmosfera luminescente negli spazi espositivi."
Nel caso del colore delle pareti, tuttavia, nella ristrutturazione è stato scelto un compromesso rispetto allo stato originale. Per enfatizzare le immagini di piccolo formato nella loro combinazione di colori, è stato scelto un tono misto invece del precedente bianco luminoso, ovvero una tonalità di grigio brillante ma delicato, con tenui sottotoni e sfumature di blu e color melanzana. Un timbro armonioso, neutro e dimesso, che ha lo scopo di sensibilizzare l'occhio alla differenziazione dei colori e delle forme delle opere d'arte quando illuminate con luce naturale.
Il rinnovamento ha interessato anche l'attrezzatura tecnica per l'edilizia. È stato attuato un nuovo progetto di protezione antincendio con piani di fuga e piani di soccorso, che è servito come base per la realizzazione dei nuovi sistemi di allarme antincendio e di illuminazione di emergenza. È stato inoltre installato un sistema di aspirazione e scarico, attraverso il quale 15.000 metri cubi di aria condizionata all'ora raggiungono le sette sale espositive. Ogni spazio espositivo è dotato di sensori di temperatura e umidità che controllano i cambiamenti di umidità e temperatura. In caso di deviazioni imprevedibili, l'intero sistema di ventilazione viene spento. Nelle pareti delle sale espositive al 1 ° piano sono stati posati sotto intonaco oltre 1000 metri di tubi di rame per il deflusso dell'acqua calda nel basamaneto. Attraverso il riscaldamento uniforme delle sale espositive da parte dell'acqua calda l'aria non viene lasciata inumidire troppo per le condizioni climatiche richieste.

### Nuovo Edificio ("Neubau")
Le prime bozze del nuovo edificio furono realizzate da Albert Erbe e Alfred Lichtwark come pianificazione preliminare. La realizzazione è stata realizzata da Fritz Schumacher. Il nuovo edificio si distingue dal vecchio edificio con la sua facciata neo-classica generalmente disadorna in calcare conchilifero e una rotonda coronata da una cupola,. Anche nel nuovo edificio dal 1912 al 1919, che ha portato lo spazio espositivo a un totale di circa 6000 metri quadrati. L'ingresso è stato spostato dal vecchio edificio al nuovo edificio in direzione della stazione.

### Galleria d´arte contemporanea ("Galerie der Gegenwart")
L'edificio, progettato da Oswald Mathias Ungers, è costituito da un basamento inclinato in granito rosso svedese e conci in calcare portoghese brillante. L´edificio a cubo di cinque piani con un'area espositiva di 5600 metri quadrati è aperto nel mezzo tramite una sala centrale. Anche le finestre e le piastrelle quadrate del pavimento, che sono state montate in modo tale da non dover essere tagliate, sottolineano il legame tipico degli architetti di Colonia alla forma del cubo. Il ristorante-caffetteria "The Cube", inaugurato nel 2012 sull'altopiano con 160 posti divisi tra interno ed esterno, non fa eccezione a questa prassi.

## Storia dell'edificio

### Vecchio edificio ("Altbau")
I cittadini di Amburgo, membri del "Kunstverein" ("Associazione amici dell'arte") fondato nel 1817, postularono nel 1846 i requisiti per il primo museo d'arte nella città anseatica. L'amministrazione comunale, per tale scopo, ha fornito un appezzamento di terreno su cui è stato costruito l'attuale edificio in mattoni rossi. Il 22 dicembre 1865 fu posata la prima pietra, il 12 ottobre dell'anno successivo fu celebrata una cerimonia per il completamento dei lavori sul tetto e il 20 agosto 1869 fu celebrata l'apertura. I costi di costruzione ammontavano a 618.000 marchi, di cui 316.000 a carico dei cittadini di Amburgo, 250.000 provenienti dall'erario e 52.000 dai tassi d'interesse. Nei primi anni, la collezione è stata contrassegnata da donazioni e prime acquisizioni intonate al gusto del tempo.

### Nuovo edificio ("Neubau")
Nel 1886 Gustav Christian Schwabe donò alla Kunsthalle un primo nucleo di 128 dipinti. Secondo i piani di Hans Zimmermann, nel 1909, furono costruiti diversi padiglioni angolari e una sala a sud-ovest. Fritz Schumacher espanse questo complesso dal 1912 al 1919 con un edificio annesso di calcare conchiliare, con la cupola che possiamo vedere anche oggi.
Ulteriori ampliamento e ristrutturazione, nonché riorganizzazione delle collezioni, vennero apportati dal 1919 da Gustav Pauli, subentrato nella direzione al defunto Alfred Lichtwark nel 1914.

## Opere conservate (selezione)
- Busto del cardinale Alessandro Peretti Montalto, di Gian Lorenzo Bernini
- San Girolamo, di Lorenzo Lotto
- Disegno preparatorio del San Girolamo penitente, di Albrecht Dürer
- Disegno preparatorio per i Diecimila martiri, di Pontormo
- Matrimonio di Alessandro e Rossana (disegno), del Parmigianino
- San Sebastiano curato da Sant'Irene, di Dirck van Baburen
- Cristo dolente, del Maestro Francke
- Ossian evoca i fantasmi, di François Gérard
- Altare di Grabow, del Maestro Bertram
- Libertà o morte, di Jean-Baptiste Regnault
- Ritratto di Henri Rochefort, di Édouard Manet
- San Pietro, di Giovanni Battista Pittoni
- Orazione nell'orto, di Giambattista Tiepolo
- Viandante sul mare di nebbia, di Caspar David Friedrich
- Consacrazione a Bacco, di Lawrence-Alma Tadema[13]